# Service d'entraide et de liaison
Pour les articles homonymes, voir SEL.
Le SEL (Service d'Entraide et de Liaison) est une association protestante de solidarité internationale. Elle est partenaire de Compassion International, membre de la TearFund Family et du Conseil national des évangéliques de France. Son siège est situé à Bagneux en France.

## Histoire
L’organisation a été fondée en 1980 par l'alliance évangélique française,. En 1988, une section belge indépendante est fondée. Dès le début le SEL soutient des projets de développement communautaires et des actions de secours d'urgence. À partir de 1982, le SEL s'engage dans le parrainage d'enfants. En 1996 se déroule la première campagne d'information et de sensibilisation au développement sur le thème de l'eau (voir historique). Depuis mai 2022, le SEL propose une émission mensuelle La Rue du SEL autour d'un invité qui partage comment aimer en action notre prochain.

## Pays d’intervention
Avec ses partenaires, le SEL intervient dans près de quarante pays principalement en Afrique francophone, en Asie du Sud-Est et en Amérique latine.

## Programmes

### Parrainage individuel d’enfants
Depuis 1982 des programmes de parrainage sont soutenus dans 25 pays. Ces programmes sont gérés par l’entité Compassion dans le pays concerné ou créés par l’Église locale.
L’expression des services apportés par les acteurs présente quatre points :
- Un soutien scolaire
- Un enseignement chrétien
- Un suivi médical et alimentaire
- Des activités sociales et culturelles

### Projets de développement
Les projets de développement sont des projets menés en partenariat avec une organisation chrétienne locale, responsable de leur conception et mise en œuvre, avec un suivi technique et financier, grâce au soutien financier de donateurs.
Le champ d’intervention est principalement l’Afrique francophone ; cependant le SEL soutient également quelques partenaires en Haïti.
Les projets principaux concernent :
- L’eau et l’assainissement
- L’agriculture
- Le soutien alimentaire
- La santé
- L’impulsion économique (formation, équipement, microcrédit ou caisses de solidarité)

### Sensibilisation
Le SEL contribue à promouvoir dans son public la réflexion sur des thèmes en lien avec le développement et la pauvreté dans une perspective biblique. 
Le SEL encourage la réflexion de son public en France sur les questions de développement et de pauvreté (éducation au développement). Il met à disposition des ressources bibliques ou générales sur ces problématiques. Il organise aussi une journée annuelle dans les Églises et encourage la venue de responsables du SEL ou la présence de délégués dans les Églises.

### Secours d’urgence
En cas de situation d’urgence, le soutien est en priorité en faveur des partenaires des programmes de parrainage d’enfants et de ceux chargés des projets de développement.
En tant que membre d’Integral, une alliance internationale de 22 organisations chrétiennes, le SEL s’associe souvent à d’autres organisations chrétiennes en cas de situations d’urgence.

## Affiliation
Elle est membre de :
- Conseil national des évangéliques de France[8].
- Compassion International
- TearFund Family
- Integral Alliance
- Micah Global
- ASAH
- Fondation du Protestantisme